# Timothy Harris

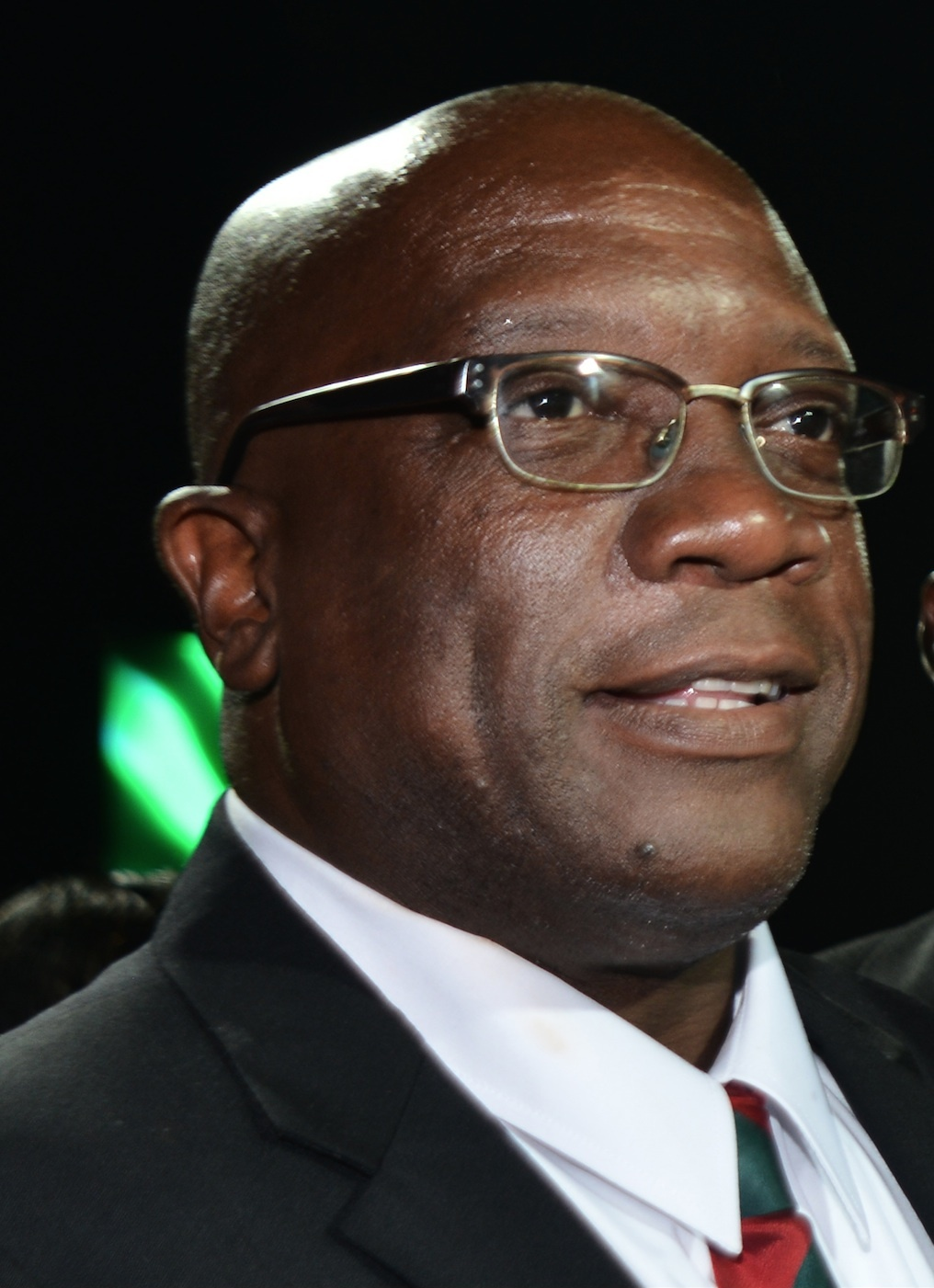
Timothy Harris (2015)

Timothy Sylvester Harris (* 6. Dezember 1964 in Tabernacle) ist ein Politiker aus St. Kitts und Nevis und war vom 18. Februar 2015 bis zum 6. August 2022 amtierender Ministerpräsident.

## Leben
Harris wuchs in dem Dorf Tabernacle auf St. Kitts auf. Er studierte an der University of the West Indies, wo er 1998 am Camp Hill Campus einen Bachelor in Accounting erhielt. 1992 erlangte er den Master of Science mit Auszeichnung in Accounting am UWI Campus in St. Augustine. 2001 verlieh ihm die Concordia University in Montréal einen Ph.D. in Administration.
Harris wurde 1993 erstmals für die St. Kitts-Nevis Labour Party (SKLP) ins Parlament von St. Kitts und Nevis gewählt. Er verteidigte sein Parlamentsmandat bei den folgenden Wahlen in den Jahren 1995, 2000, 2004 und 2010. Bei der Wahl 2015 trat er für die neu gegründete People’s Labour Party (PLP) an und gewann den Wahlkreis Nr. 7 auf St. Kitts.
Harris bekleidete verschiedene Ministerposten, darunter Außenminister von 2001 bis 2008, im Anschluss Finanzminister und bis zu seiner Entlassung aus dem Kabinett im Januar 2013 Landwirtschaftsminister. Nach dem Ausscheiden aus dem Kabinett gründete er die People’s Labour Party (PLP), die bei der Parlamentswahl 2015 gemeinsam mit dem People’s Action Movement (PAM) und dem Concerned Citizens’ Movement (CCM) mit Harris’ als Spitzenkandidat unter dem Namen Team Unity Allianz antrat. Team Unity erhielt sieben der elf Parlamentssitze und Harris, der das einzige Mandat für die PLP errang, löste am 25. Februar 2015 den seit 20 Jahren amtierenden Denzil Douglas als Ministerpräsident ab. Im neuen Kabinett übernahm Harris auch das Amt des Finanzministers.
Am 10. Mai 2022 beschloss Harris, das Parlament aufzulösen, nachdem er die Unterstützung der gewählten Mehrheit für sein Amt als Premierminister verloren hatte und mit einem historischen Misstrauensantrag in der Nationalversammlung konfrontiert war, und gab an, die Ernennung von mehr als 50 % seines ehemaligen Kabinetts zu widerrufen.